# Lamia textor
Lamia textor là một loài bọ cánh cứng trong họ Cerambycidae.

## Hình ảnh

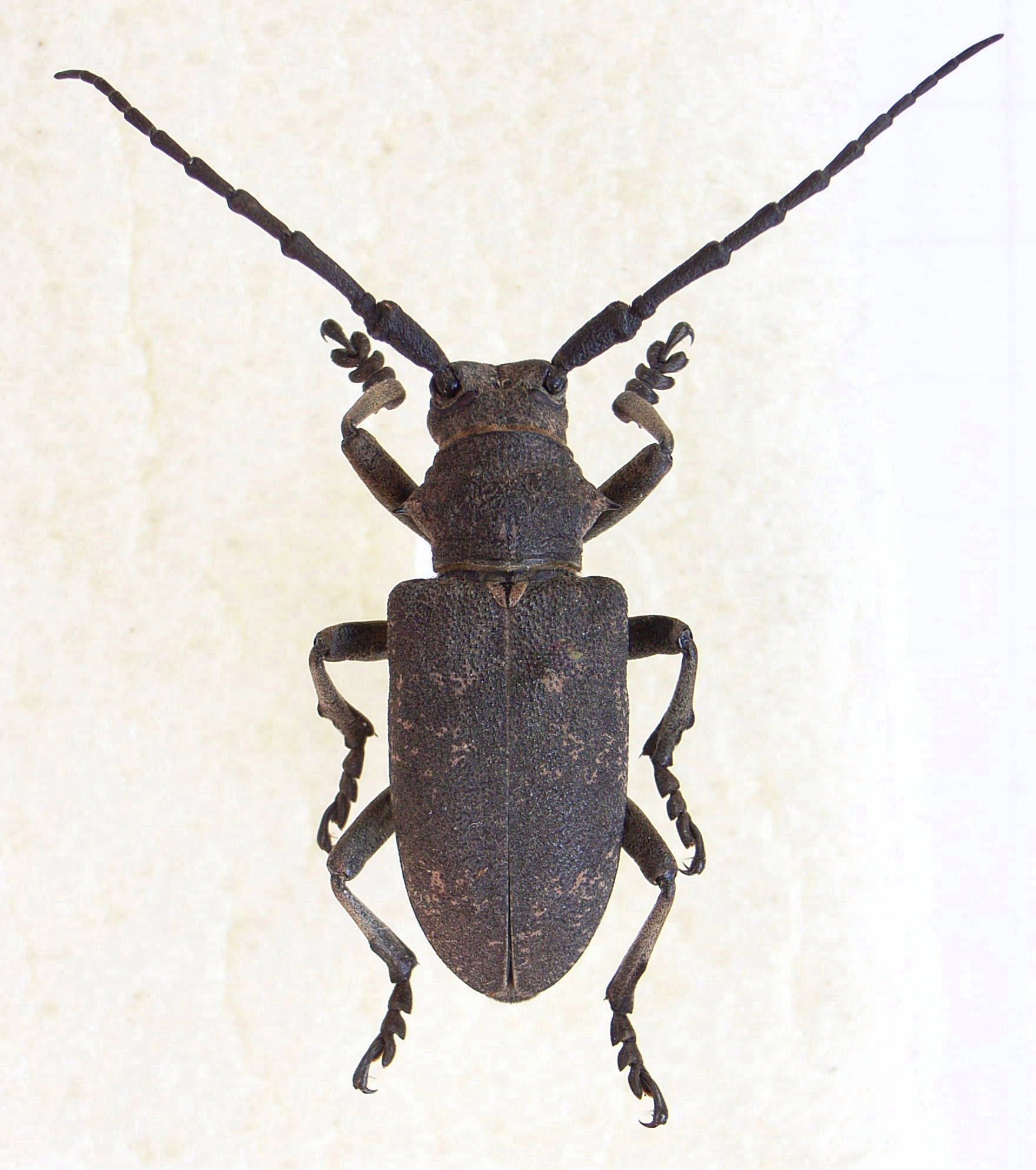
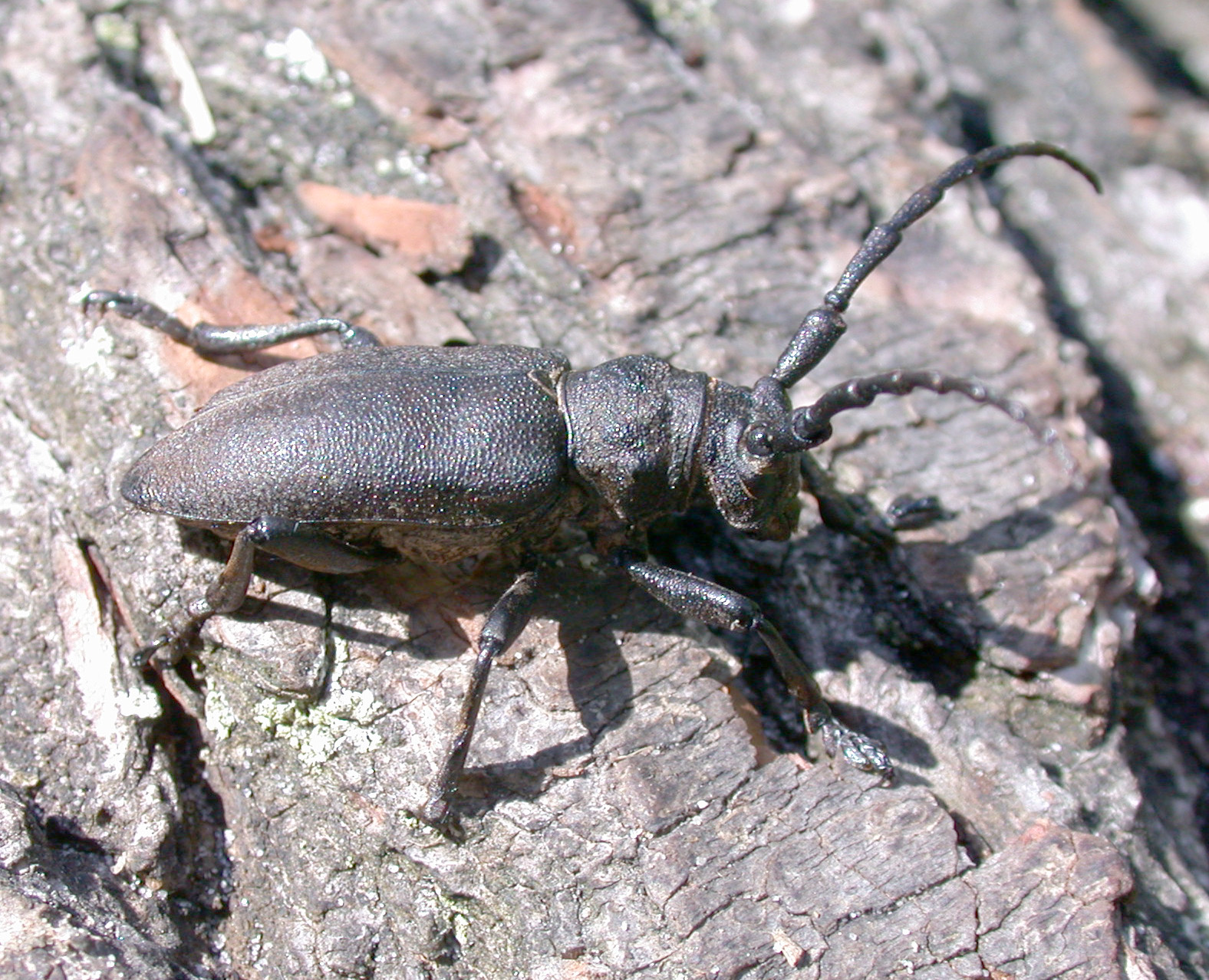
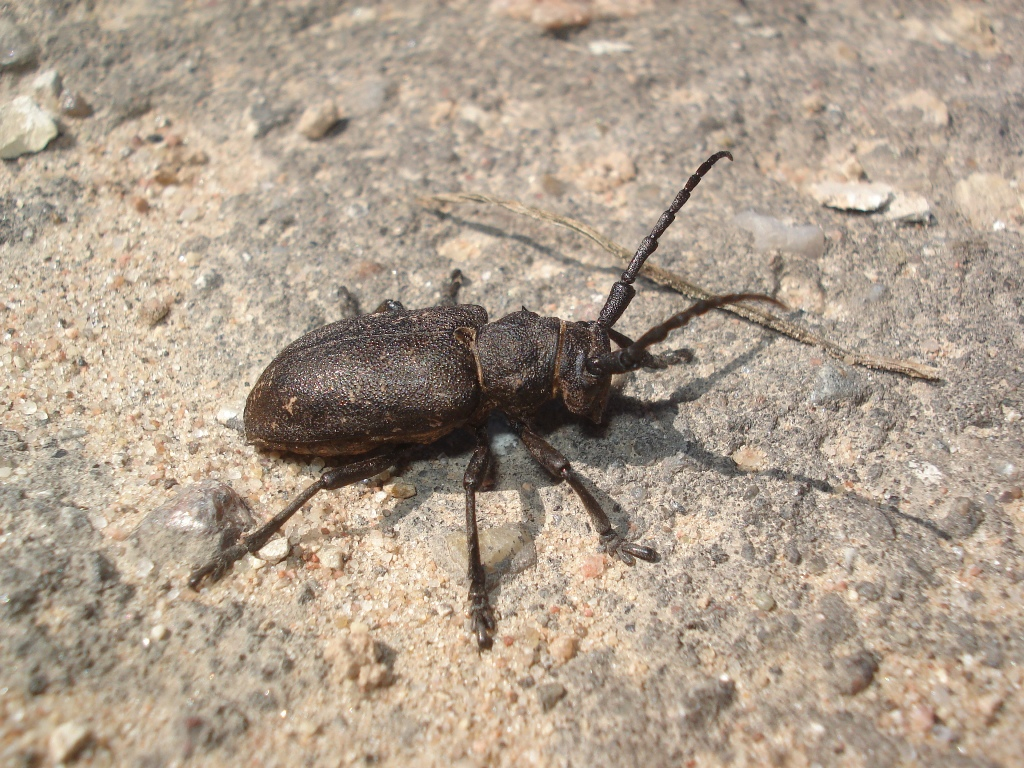
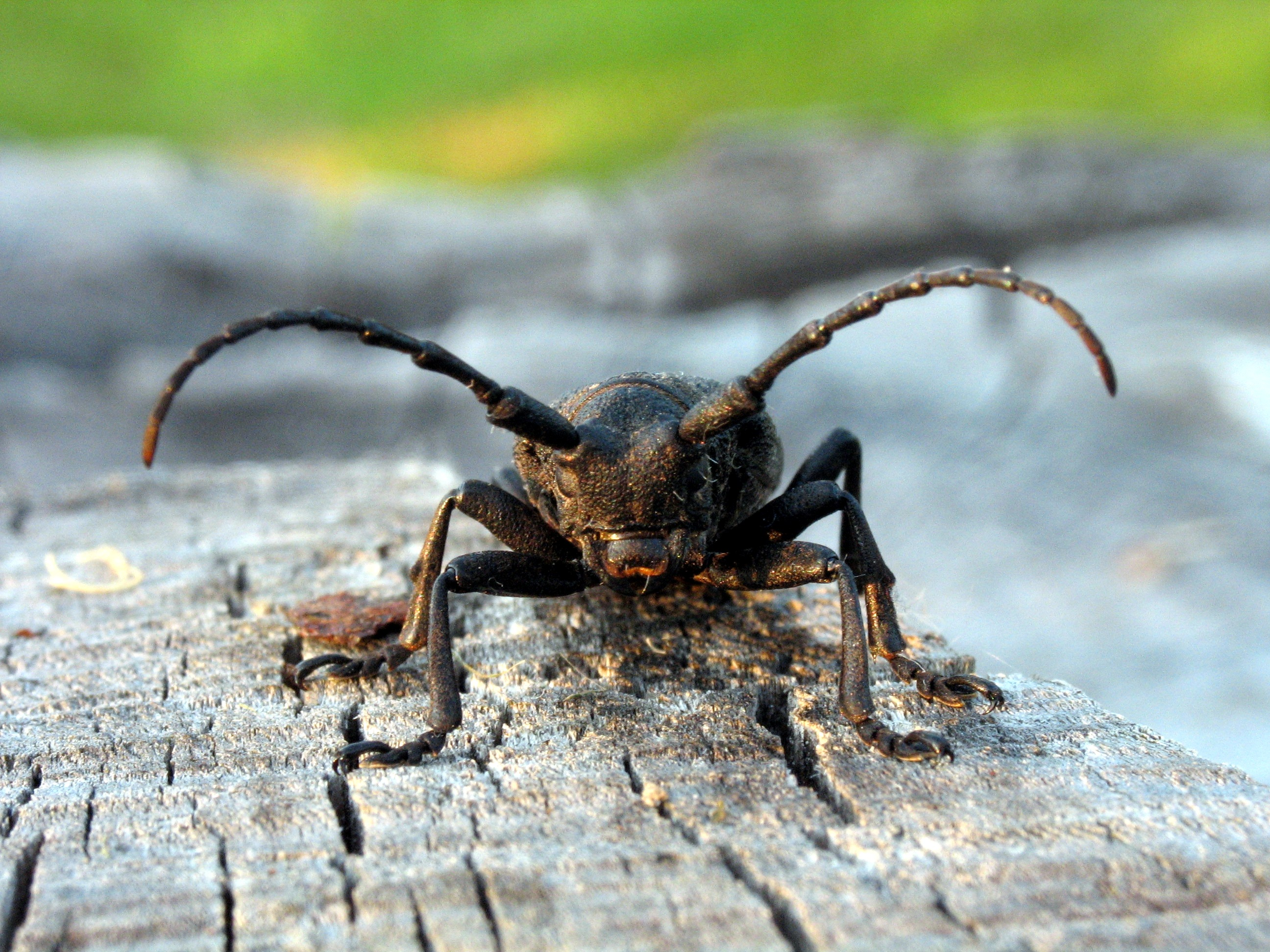